# Legittima difesa
La legittima difesa, in diritto, è un istituto giuridico previsto da vari ordinamenti giuridici, che riconosce il principio della difesa personale, generalmente con finalità di tutela.

## Storia
La ragione dell'istituto è probabilmente ispirata al brocardo latino vim vi repellere licet e la ratio va individuata nella prevalenza attribuita, in un atto di autodifesa, all'interesse dell'ingiustamente aggredito piuttosto che all'interesse dell'aggressore.
Sulla scorta di una radicata elaborazione etico-filosofica, ciò che la legge invece non ammette "è la negazione
del valore della persona che delinque
in quanto uomo, e perciò l’inflizione
di lesioni fisiche significative in un contesto
di mera offesa al patrimonio. Questo
è coerente – tra l’altro – con la disciplina
civilistica del possesso: la quale, incentrandosi
sulla rilevanza in sé dello spoglio violento
o clandestino, è ordinata ad evitare
il più possibile, come si suol dire, che cives ad arma ruant"..

## Diritto internazionale
Esso è stato codificato nell'art. 51 della Carta delle Nazioni Unite, che rappresenta l’eccezione fondamentale al divieto dell’uso
della forza contenuto nell’art. 2, par. 4 della medesima Carta: "una delle manifestazioni più significative dell’attuale fase evolutiva del diritto internazionale è rappresentata dall’espansione del diritto di legittima
difesa, individuale e collettiva, rispetto alle interpretazioni dell’art. 51 della
Carta prevalenti sino agli inizi degli anni ’90".

## Legislazioni nazionali

### Città Del Vaticano
Secondo il diritto canonico, la legittima difesa viene definita un "grave dovere" da parte del credente nell'enciclica "Evangelium vitae" (cfr. punto 55), che però non costituisce un'eccezione alla proibizione di non uccidere un innocente (Catechismo 2263).

### Germania
In Germania secondo le previsioni dello Strafgesetzbuch (il codice penale tedesco) si cui agli artt. 32 e 33 è ritenuta legittima qualora sia necessaria per respingere da sé o da altri un attacco presente, ma non si prevedono requisiti ulteriori, ed è escluso dalla punibilità chi agisca per turbamento, paura o panico.

### Italia
È un istituto previsto dall'articolo 52 codice penale italiano annoverato tra le cause di giustificazione; non si prevede però, tra le cause di non punibilità, un eventuale uso eccessivo della forza, ovvero se ciò sia dovuto a colpa del soggetto agente.

### Regno Unito
La materia è disciplinata, oltre che da vari principi giuridici del common law, anche da alcune norme quali il Criminal Law Act del 1967, dal Criminal Damage Act del 1971 e dal Legal Aid, Sentencing and Punishment of Offenders Act 2012, che ha introdotto alcune limitazioni.

### Stati Uniti d'America
La disciplina normativa varia in ogni Stato federato degli Stati Uniti, sono considerati universali alcuni principi giuridici quali la "dottrina del castello" (castle doctrine) che ritiene legittimo l'uso della forza per respingere le aggressioni nelle abitazioni private, assieme alla ricorrenza di alcune situazioni come illiceità dell'aggressione e pericolo per la propria incolumità, assieme al principio della stand-your-ground law che consente l'uso della forza per difesa personale senza prima tentare la fuga in situazione di aggressione.